# Arquidiócesis de París
La arquidiócesis de París (en latín: Archidioecesis Parisiensis y en francés: Archidiocèse de Paris) es una circunscripción eclesiástica de la Iglesia católica en Francia. Se trata de una arquidiócesis latina, sede metropolitana de la provincia eclesiástica de París. Desde el 26 de abril de 2022 su arzobispo es Laurent Ulrich.

## Territorio y organización

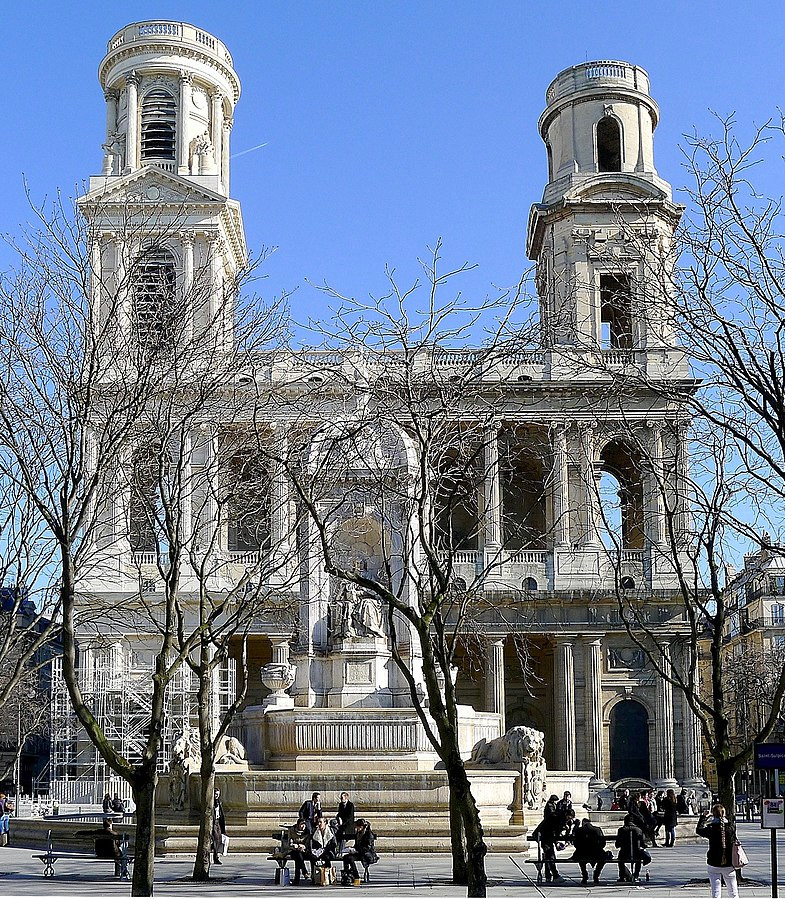
Iglesia de San Sulpicio, en París. Sirve como catedral provisoria desde el incendio de Notre Dame el 15 de abril de 2019

La arquidiócesis tiene 105 km² y extiende su jurisdicción sobre los fieles católicos de rito latino residentes en el departamento de París de la región de Isla de Francia.

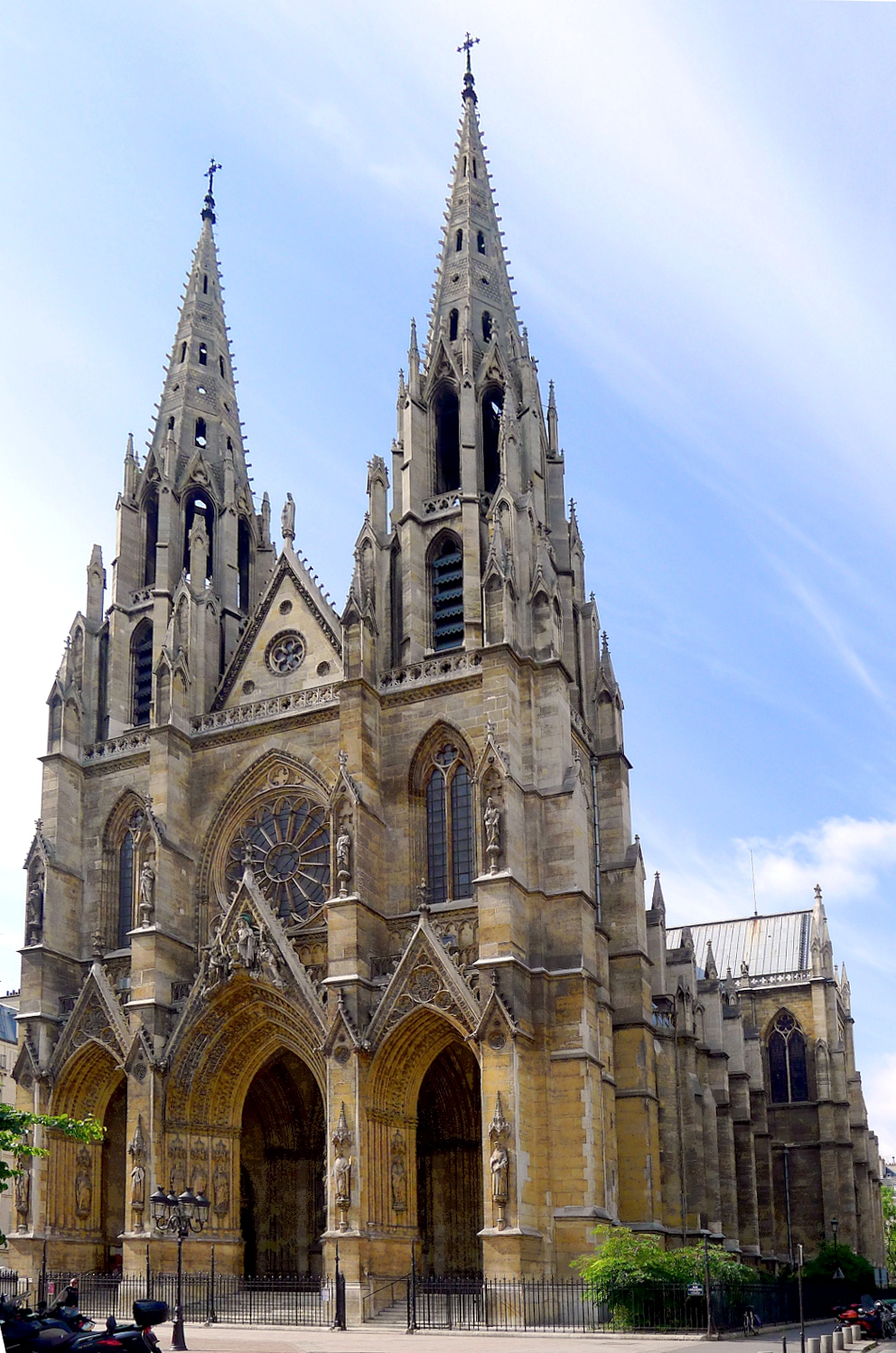
Basílica de Santa Clotilde y Santa Valeria, en París

La sede de la arquidiócesis se encuentra en la ciudad de París, en donde se halla la Catedral basílica de Notre Dame (o de Nuestra Señora). Como consecuencia del incendio de la catedral ocurrido el 15 de abril de 2019, mientras avanza su reconstrucción funge como catedral temporalmente la iglesia de San Sulpicio. En París existen otras 4 basílicas menores:
- la basílica de Santa Clotilde (Basilique Sainte-Clotilde-et-Sainte-Valère);
- la basílica del Sagrado Corazón de Montmartre (Basilique Sacré-Cœur de Montmartre);
- la basílica de Nuestra Señora de las Victorias (Basilique Notre-Dame des Victoires);
- la basílica de Nuestra Señora del Perpetuo Socorro (Basilique Notre-Dame du Perpétuel Secours).

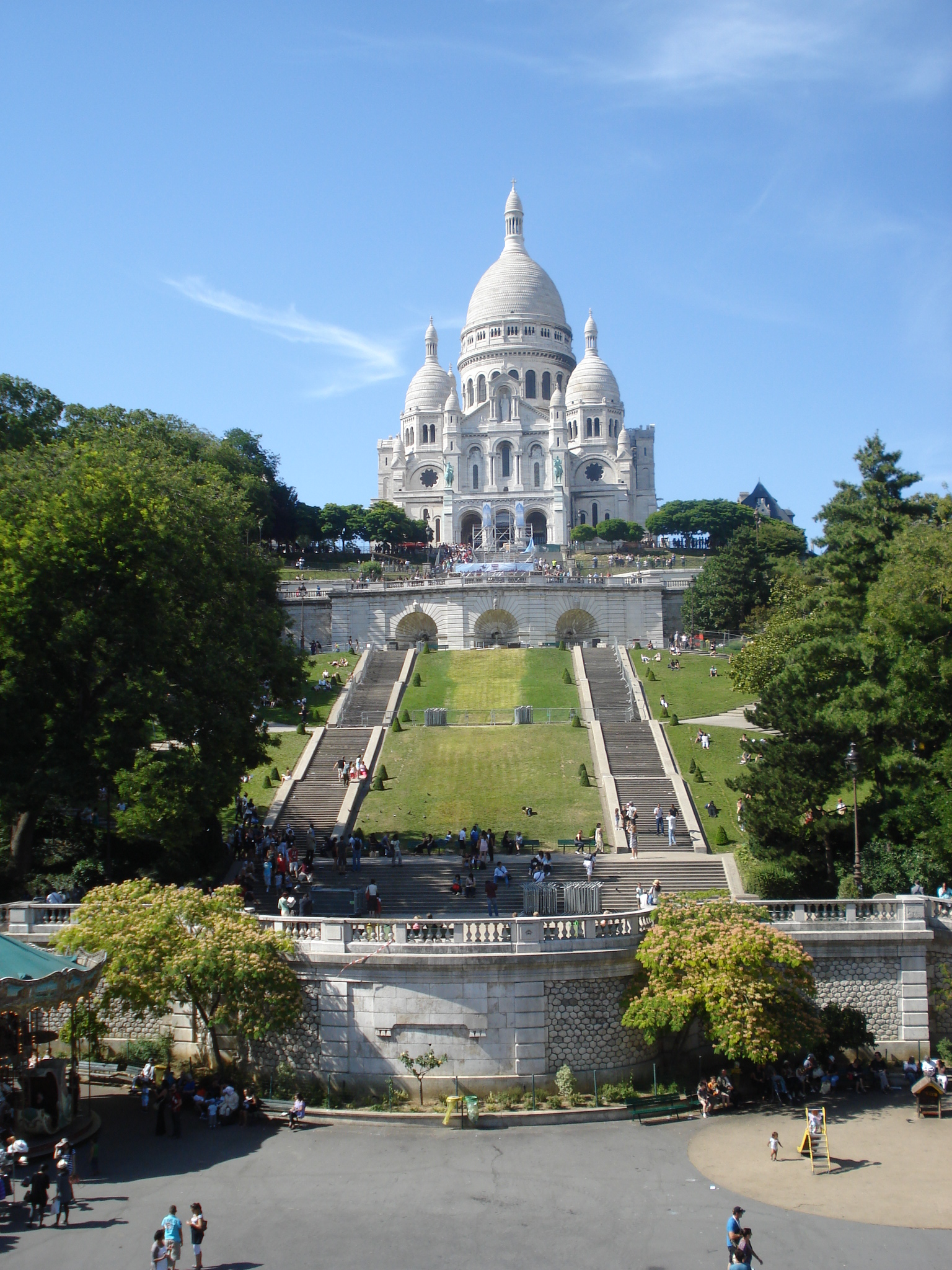
Basílica del Sagrado Corazón, en París

La arquidiócesis tiene como sufragáneas a las diócesis de: Créteil, Évry-Corbeil-Essonnes, Meaux, Nanterre, Pontoise, Saint-Denis y Versalles.

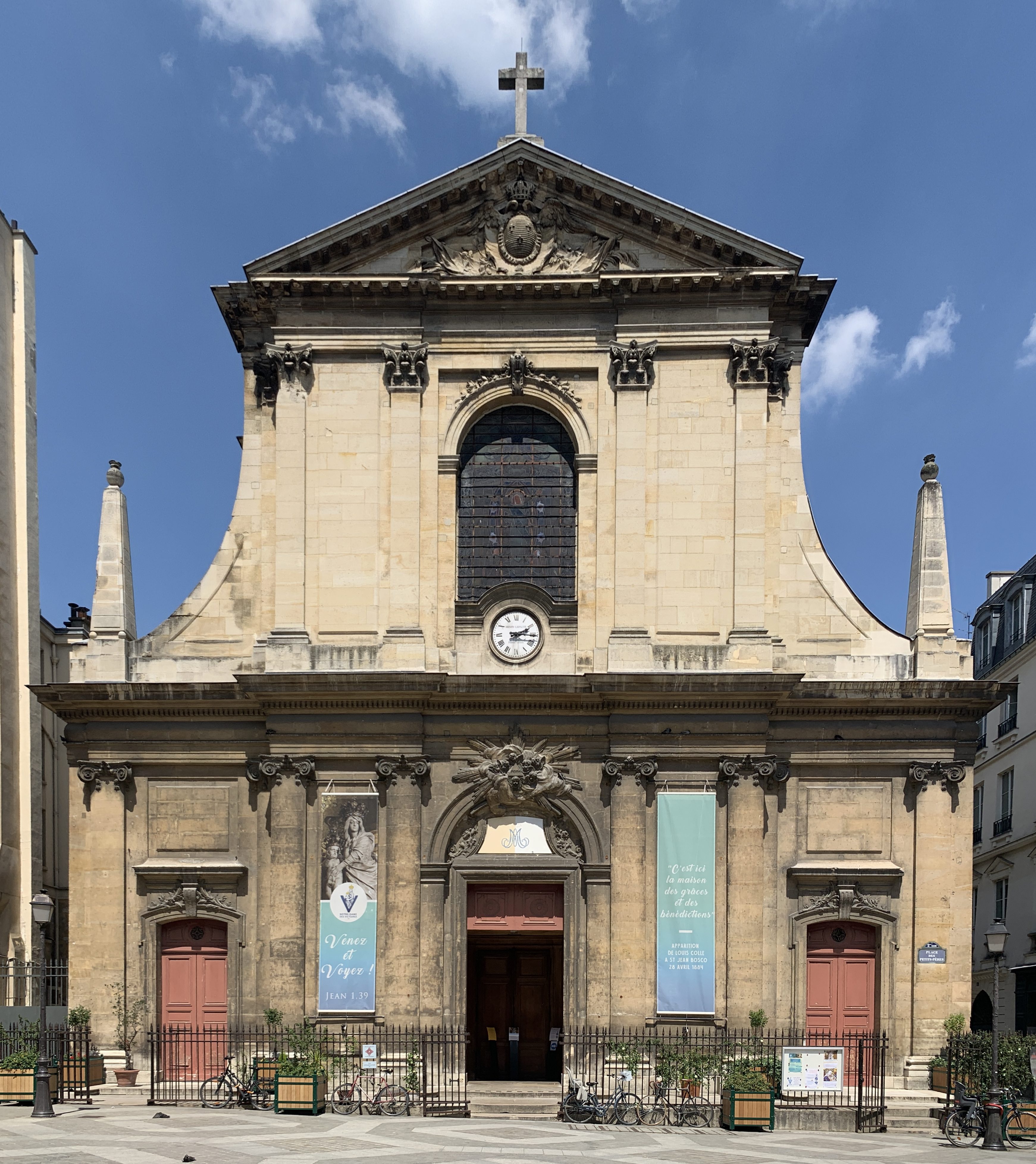
Basílica de Nuestra Señora de las Victorias, en París

En 2021 en la arquidiócesis existían 106 parroquias.

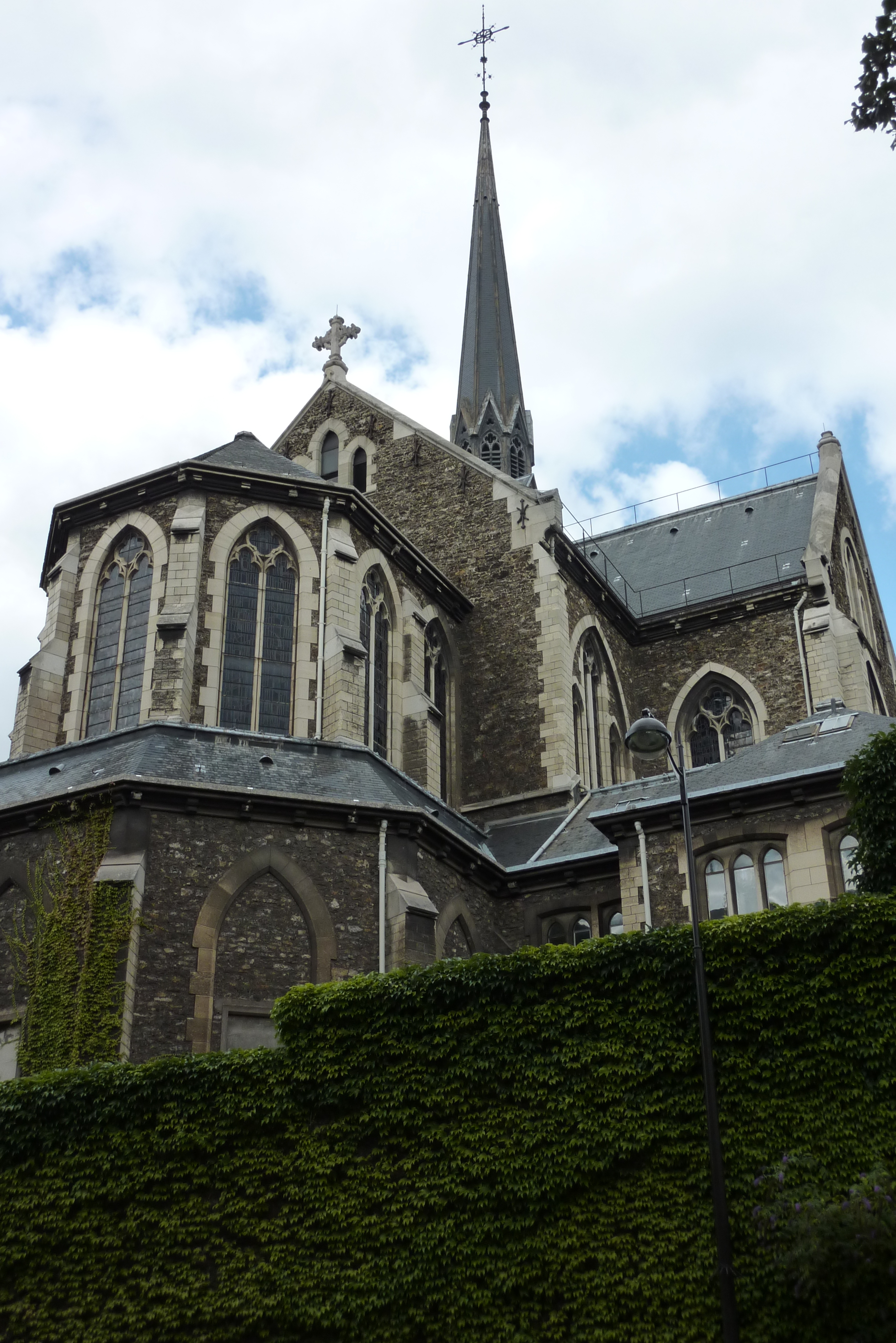
Basílica de Nuestra Señora del Perpetuo Socorro, en París

## Historia

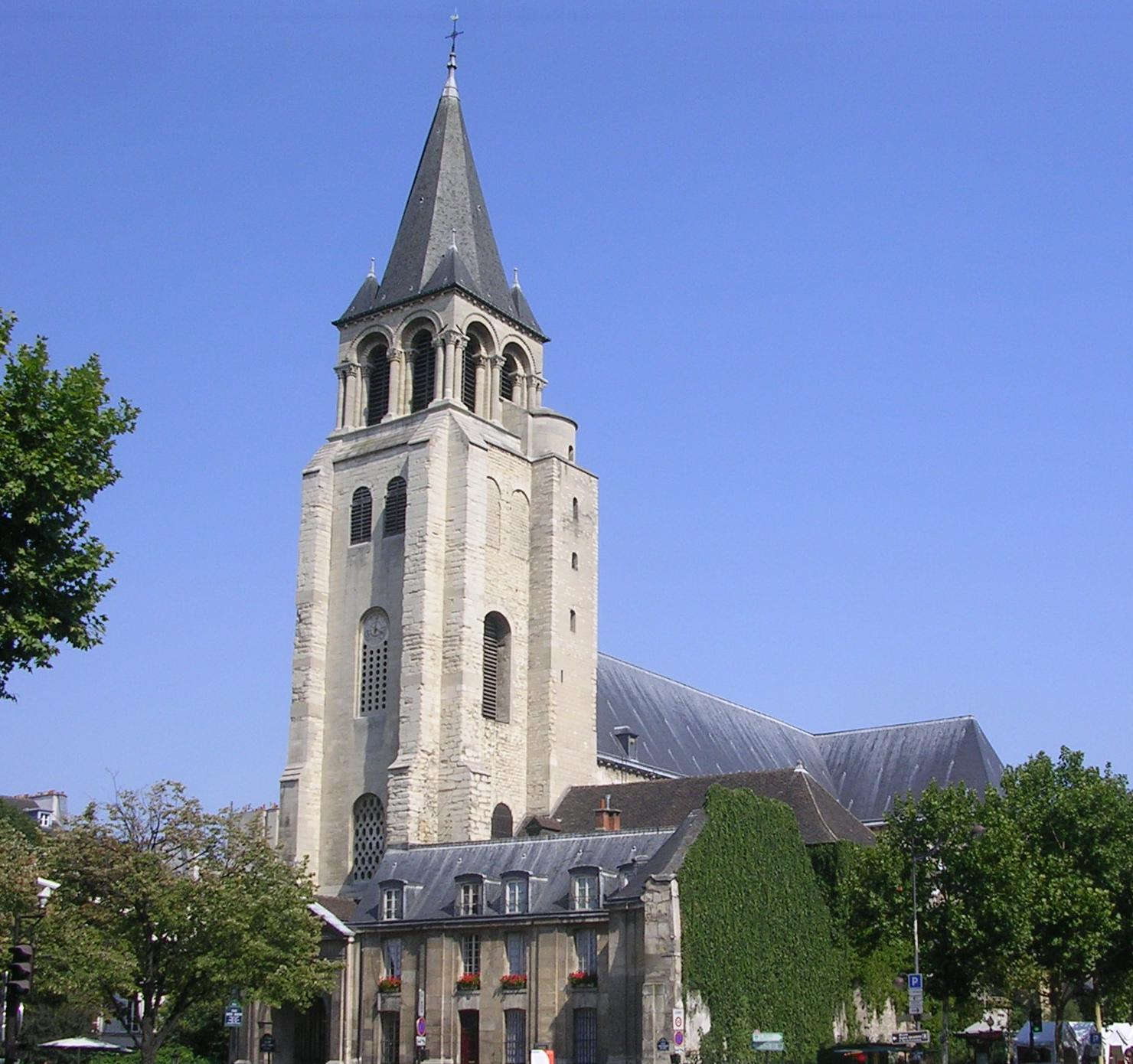
Abadía de Saint-Germain-des-Prés, en París

La diócesis de París fue erigida en el siglo III. La datación del apostolado de san Dionisio, primer obispo de París, es controvertida, sin embargo la opinión predominante da credibilidad a san Gregorio de Tours, quien afirma que san Dionisio fue uno de los siete obispos enviados por el papa Fabián hacia el año 250. Es cierto que la comunidad cristiana de París tuvo una cierta importancia en el siglo III, como lo prueban también los descubrimientos de catacumbas y de antiguos cementerios cristianos. El primer obispo históricamente documentado es Victorino, cuya firma se encuentra en el documento redactado en el año 346 con el que, en el pseudoconcilio de Colonia, un grupo de obispos hizo suya la decisión del Concilio de Sárdica a favor de san Atanasio.
Lutetia Parisiorum, capital del pueblo celta de los parisios, fue una civitas de la Galia Lugdunense IV (o Senonia), como lo demuestra la Notitia Galliarum de principios del siglo V. Desde el punto de vista religioso, así como civil, París dependía de la provincia eclesiástica de la arquidiócesis de Sens, sede metropolitana provincial.
Clodoveo I, rey de los francos, fue acogido en 497 tras su conversión al cristianismo, e hizo de París su capital. El siguiente período merovingio coincidió con un gran florecimiento religioso. Muchos de los reyes merovingios de París fueron enterrados en la basílica de Saint-Denis, construida a principios del siglo VII.
El obispo Saint Landry (Landericus), fundó el primer hospital de la ciudad, el Hôtel-Dieu y encargó al monje Marcolfo la tarea de redactar, bajo el nombre de Recueil de Formules, el primer código legislativo francés, un monumento a la legislación del siglo VII.
La era carolingia se abrió con el episcopado de Déofroi (Deodefridus), que recibió la visita del papa Esteban III. Los obispos ampliaron su poder político, también debido a la ausencia de los gobernantes que frecuentemente residían a orillas del Mosa y del Rin. Erchanrado I (finales del siglo VIII) estableció el capítulo de Notre Dame. En los siglos IX y X los obispos ganaron poder político y económico.
El poder de los obispos no disminuyó con la dinastía Capeto en los siglos XI y XII. Sin embargo, como los Capetos residían principalmente en París, hubo conflictos a mediados del siglo XII: el obispo impuso un entredicho sobre el reino y el rey confiscó las propiedades de la Iglesia. La intervención del papa y de san Bernardo resolvió el conflicto. El episcopado del teólogo más famoso de la época, Pedro Lombardo, dio a París y a su universidad un altísimo prestigio académico. El siglo XII terminó con el largo episcopado de Mauricio de Sully, que emprendió la construcción y luego consagró la catedral de Notre-Dame, y dio la bienvenida al papa Alejandro III en París.
París se convirtió en sede de una importante universidad, conocida como la Sorbona, independiente del poder político. Entre sus ilustres maestros se encontraron a Pedro Abelardo, Pedro Lombardo, Juan Gerson y Tomás de Aquino.
La guerra de los Cien Años (1337-1452) fue un período difícil para la diócesis: después de la Batalla de Poitiers en 1356, el obispo Jean de Meulent fue hecho prisionero. En el siglo XIV, los obispos de París recibieron por primera vez la púrpura cardenalicia, privilegio que recayó primero en Etienne de París y luego en su sucesor Aimery de Magnac. Antes del final de la guerra, el obispo Jean Courtecuisse, teólogo de tendencias galicanas, se vio obligado a exiliarse en Ginebra (donde murió en 1423) por motivos políticos.
El siglo XVI vio el episcopado del poeta y diplomático Jean du Bellay, un obispo típico del Renacimiento. Tenía a François Rabelais como secretario. Sin embargo, bajo el rey Enrique II de Francia cayó en desgracia, renunció a su cargo en 1551 y partió hacia Roma, donde murió.
A partir de los siglos XVI y XVII París se convirtió en el centro cultural y religioso de toda la Iglesia francesa: en París Ignacio de Loyola tuvo la idea de fundar la Compañía de Jesús; en París surgió la más importante escuela francesa de espiritualidad (École française de espiritualété), cuyo mayor representante fue Pierre de Bérulle, y allí se fundaron importantes institutos religiosos como el de los oratorianos y el sulpiciano; en París Vicente de Paúl fundó la Congregación de las Hijas de la Caridad y envió misioneros a Francia y al mundo entero; María de la Encarnación Avrillot, nacida Barbe Acarie Avrillot, reintrodujo la Orden de las Carmelitas Descalzas en Francia.
El 20 de octubre de 1622, en virtud de la bula Universi orbis del papa Gregorio XV, la diócesis de París fue elevada al rango de arquidiócesis metropolitana. Inicialmente tuvo como sufragáneas a Chartres, Meaux y Orleans.
En 1643 el cardenal Pierre de Gondi publicó los libros litúrgicos de la arquidiócesis, haciéndolos conformes al rito tridentino romano. En 1680 el arzobispo François de Harlay de Champvallon publicó un breviario para la arquidiócesis, similar al publicado dos años antes por el arzobispo de Vienne, en el que se preocupó de suprimir todas las antífonas y responsorios que no estaban tomados palabra por palabra de la Biblia y repasando críticamente las vidas de los santos que se leyeron en II nocturnal.
En los siglos XVII y XVIII se difundieron en París el jansenismo y el quietismo. El arzobispo Christophe de Beaumont logró poner fin a estas controversias, pero negó los sacramentos a los jansenistas impenitentes y atrajo el odio del parlamento y luego también de Luis XV, que lo condenó al exilio.
Su sucesor Antoine Le Clerc de Juigné también se exiliaría, esta vez en plena Revolución francesa, que vio el enfrentamiento entre los sacerdotes que firmaron la constitución civil del clero y los llamados "refractarios", muchos de los cuales murieron aux Carmes en septiembre de 1792.
El 29 de noviembre de 1801, tras el concordato entre la Santa Sede y Napoleón Bonaparte, cedió una parte de su territorio (los archidecanatos de Josas y de Brie) para la erección de la diócesis de Versalles y del decanato de Champeux a la diócesis de Sens, mediante la bula Qui Christi Domini del papa Pío VII. A raíz de estos cambios territoriales, la arquidiócesis, que anteriormente contaba con 492 parroquias, quedó reducida a 118 parroquias.
El concordato estableció que la provincia eclesiástica de París incluía ocho sufragáneas: Amiens, Arrás, Cambrai, Orleans, Meaux, Soissons, Troyes y Versalles. Con la Restauración fueron restauradas las arquidiócesis de Reims y Sens, sacando de la jurisdicción de París las diócesis de Troyes, Amiens y Soissons. En 1841 Cambrai también se convirtió en sede metropolitana, con Arrás como sufragánea. Sin embargo, las diócesis de Blois y de Chartres, restablecidas 1822, fueron incorporadas a la provincia eclesiástica de París.
Durante la Comuna de París, el arzobispo Georges Darboy fue asesinado a tiros.
En el siglo XIX París se convirtió en un importante centro misionero. Allí tienen su sede la Sociedad de las Misiones Extranjeras de París y los padres espiritanos.
En la década de 1930 el movimiento litúrgico inspiró la construcción de nuevos lugares de culto. En 1931, el arzobispo cardenal Jean Verdier lanzó la campaña The Cardinal's Yards para equipar con iglesias los barrios periféricos recién fundados. De 1931 a 1939 se construyeron cien nuevas iglesias.
El 9 de octubre de 1966 la arquidiócesis cedió porciones territoriales para la erección de las diócesis de Créteil, Nanterre y Saint-Denis mediante la bula Qui volente Deo del papa Pablo VI. A partir de ese momento el territorio de la arquidiócesis coincide con el del municipio, dentro de los suburbios parisinos.

## Estadísticas
Según el Anuario Pontificio 2022 la arquidiócesis tenía a fines de 2021 un total de 1 304 700 fieles bautizados.
| Año                                                                             | Población            | Población | Población      | Sacerdotes | Sacerdotes    | Sacerdotes    | Bautizados por sacerdote | Diáconos permanentes | Religiosos | Religiosos | Parroquias |
| Año                                                                             | Bautizados católicos | Total     | % de católicos | Total      | Clero secular | Clero regular | Bautizados por sacerdote | Diáconos permanentes | Varones    | Mujeres    | Parroquias |
| ------------------------------------------------------------------------------- | -------------------- | --------- | -------------- | ---------- | ------------- | ------------- | ------------------------ | -------------------- | ---------- | ---------- | ---------- |
| 1950                                                                            | 1 591 903            | 4 775 711 | 33.3           | 2087       | 1503          | 584           | 762                      |                      | 832        | 9500       | 222        |
| 1970                                                                            | 2 090 000            | 2 590 771 | 80.7           | 2700       | 867           | 1833          | 774                      |                      | 2183       | 4139       | 100        |
| 1980                                                                            | 1 829 000            | 2 330 000 | 78.5           | 1979       | 879           | 1100          | 924                      | 5                    | 1245       | 3534       | 98         |
| 1990                                                                            | 1 781 000            | 2 271 000 | 78.4           | 1554       | 616           | 938           | 1146                     | 41                   | 1256       | 2855       | 113        |
| 1999                                                                            | 1 540 000            | 2 228 000 | 69.1           | 1500       | 684           | 816           | 1026                     | 82                   | 1016       | 2822       | 120        |
| 2000                                                                            | 1 377 000            | 2 116 000 | 65.1           | 1530       | 667           | 863           | 900                      | 81                   | 1380       | 2805       | 126        |
| 2001                                                                            | 1 357 000            | 2 116 000 | 64.1           | 1396       | 622           | 774           | 972                      | 84                   | 1324       | 2642       | 126        |
| 2002                                                                            | 1 270 000            | 2 116 000 | 60.0           | 1392       | 594           | 798           | 912                      | 90                   | 1347       | 2516       | 126        |
| 2003                                                                            | 1 270 000            | 2 116 000 | 60.0           | 1339       | 576           | 763           | 948                      | 95                   | 1340       | 2486       | 126        |
| 2004                                                                            | 1 548 996            | 2 212 851 | 70.0           | 1296       | 566           | 730           | 1195                     | 94                   | 1252       | 2500       | 116        |
| 2013                                                                            | 1 346 300            | 2 243 833 | 60.0           | 1387       | 837           | 550           | 970                      | 114                  | 1010       | 1745       | 114        |
| 2016                                                                            | 1 358 604            | 2 265 886 | 60.0           | 1141       | 600           | 541           | 1190                     | 104                  | 1014       | 1710       | 113        |
| 2019                                                                            | 1 309 700            | 2 157 184 | 60.7           | 1122       | 638           | 484           | 1167                     | 127                  | 1037       | 1206       | 106        |
| 2021                                                                            | 1 304 700            | 2 148 271 | 60.7           | 1071       | 598           | 473           | 1218                     | 133                  | 1126       | 1351       | 106        |
| Fuente: Catholic-Hierarchy, que a su vez toma los datos del Anuario Pontificio. |                      |           |                |            |               |               |                          |                      |            |            |            |

## Episcopologio
El catálogo episcopal más antiguo de París está contenido en un sacramentario de finales del siglo IX o principios del siglo X.
- San Dionisio † (siglo III)
- Mallone †
- Masso †
- Marco †
- Avvento †
- Vittorino † (mencionado en 346)
- Paolo †
- Prudenzio †
- San Marcelo †
- Viviano †
- Felice †
- Flaviano †
- Ursiciano †
- Apodemio †
- Eraclio † (mencionado en 511)
- Probato †
- Amelio † (antes de 533-después de 541)
- Saffaraco † (antes de 549-552 depuesto)
- Libano †[nota 3]
- San Germán † (antes de 558-28 de mayo de 576 falleció)
- Ragnemodo † (576-591 falleció)
  - Eusebio II † (ilegítimo)
- Faramundo †
- Simplicio † (mencionado en 601)
- San Cerauno o Cerano † (mencionado en 614)
- Leudeberto † (mencionado en 627)
- Audoberto † (mencionado en 650)
- San Landerico † (mencionado en 654)
- Crodoberto † (antes de 657-después de 664)
- Sigobrando †
- Importuno † (mencionado en 667)
- Agilberto (o Egilberto) † (antes del otoño de 668-después de 680 circa)
- Sigfrido † (antes de 691-después de 692/693)
- Turnoaldo † (circa 693/694-después de 718/719)
- Adolfo †
- Bernecairio †
- San Hugo † (? - 8 de abril de 730 falleció)
- Merfrido †
- Fedolio †
- Radberto †
- Ragnecapdo †
- Madalberto (o Mauberto) †
- Deodefredo † (mencionado en 756 o 757)
- Erchanrado I † (mencionado en 775)
- Ermenfredo †
- Incado † (antes de 814-después de 829)[nota 4]
- Erchenrado II † (antes de enero de 832-después de agosto de 855)[nota 5]
- Enea † (antes del 12 de junio de 857-27 de diciembre de 870 falleció)
- Engelvino † (antes del 12 de mayo de 871-8 de diciembre de 883 falleció)
- Gozzelino † (antes del 29 de agosto de 884-16 de abril de 886 falleció)
- Anscherico † (octubre de 886-19 de septiembre de 910 falleció)
- Teodulfo † (antes del 17 de junio de 911-24 de abril de 922 falleció)
- Fulrado † (922-diciembre de 925/927 falleció)
- Adelelmo † (928-3 de febrero de 936 falleció)
- Gualtiero † (antes de febrero de 937-4 de junio de 941 falleció)
- Alberico †
- Costanzo † (mencionado en 954 circa)
- Garino †
- Rainaldo †
- Elisiardo †
- Gisleberto † (? - 4 de febrero de 991 falleció)
- Rinaldo de Vendôme † (abril de 991-13 de septiembre de 1016 falleció)
- Azelin † (? renunció)
- Francon † (antes del 12 de mayo de 1018-24 de julio circa 1028 falleció)
- Humbert (Imbert) de Vergy (Verzy) † (1028-22 de noviembre de 1060 falleció)
- Geoffroy de Boulogne † (1061-1 de mayo de 1095 falleció)
- Guillaume de Montfort † (antes del 3 de agosto de 1095-27 de agosto de 1102 falleció)
- Foulques † (1102-8 de abril de 1105 falleció)
- Galon † (1105-9 de marzo de 1117 falleció)
- Guibert (o Girbert) † (antes del 9 de abril de 1117-25 de enero de 1124 falleció)
- Étienne de Senlis † (1124-6 de junio de 1143 falleció)
- Theobald † (1143-8 de enero de 1157 falleció)
- Beato Pedro Lombardo † (antes de 1159-20 de julio de 1160 falleció)
- Mauricio de Sully † (1160-11 de septiembre de 1196 falleció)
- Oddone de Sully † (1197-13 de julio de 1208 falleció)
- Pierre de La Chapelle (o de Nemours) † (antes de octubre de 1208-diciembre de 1219 falleció)
- Guillaume de Seignelay (o d'Auxerre) † (27 de abril de 1220-23 de noviembre de 1223 falleció)
- Barthélemy † (diciembre de 1223-19 de octubre de 1227 falleció)
- Guillaume d'Auvergne † (10 de abril de 1228-30 de marzo de 1248 falleció)
- Gauthier de Château-Thierry † (junio de 1249-23 de septiembre de 1249 falleció)
- Renaud Mignon de Corbeil † (antes del 10 de julio de 1250-6 de junio de 1268 falleció)
- Étienne Templier (Tempier) † (antes del 7 de octubre de 1268-3 de septiembre de 1279 falleció)
- Jean de Allodio † (23 de marzo de 1280-? renunció)
- Renaud de Hombliéres † (17 de junio de 1280-12 de noviembre de 1288 falleció)
  - Adinolfo Conti, di Anagni † (1289-1289 falleció) (obispo electo)
- Simon Matifort, detto de Bucy (Bussy) † (antes de febrero de 1290-22 de junio de 1304 falleció)
- Guillaume de Baufet † (17 de enero de 1305 consagrado-30 de diciembre de 1319 falleció)
- Etienne de Bouret † (20 de julio de 1320-24 de noviembre de 1325 falleció)
- Hugues Michel † (14 de enero de 1326-29 de julio de 1332 falleció)
- Guillaume de Chanac † (13 de agosto de 1332-27 de septiembre de 1342 nombrado patriarca de Alejandría)
- Foulques de Chanac † (28 de noviembre de 1342-25 de julio de 1349 falleció)
- Andouin Aubert † (11 de septiembre de 1349-20 de diciembre de 1350 nombrado obispo de Auxerre)
- Pierre de la Foret † (20 de diciembre de 1350-8 de febrero de 1352 nombrado arzobispo de Ruan)
- Jean de Meulent † (8 de febrero de 1352-22 de noviembre de 1363 falleció)
- Étienne de Poissy † (11 de diciembre de 1363-22 de septiembre de 1368 renunció)
- Aymeric de Magnac † (25 de septiembre de 1368-23 de diciembre de 1383 renunció)
- Pierre d'Orgemont † (19 de enero de 1384-16 de julio de 1409 falleció)
- Gérard de Montaigu † (24 de julio de 1409-25 de septiembre de 1420 falleció)
- Jean Courtecuisse † (16 de junio de 1421-12 de junio de 1422 nombrado obispo de Ginebra)
  - Jean de la Rochetaillée † (12 de junio de 1422-26 de julio de 1423 nombrado arzobispo de Ruan) (administrador apostólico)
- Jean de Nanton, detto de Vienne † (26 de junio de 1423-7 de octubre de 1426 falleció)
- Jacques du Chastelier (Châtelier) † (17 de febrero de 1427-2 de noviembre de 1438 falleció)
- Denis du Moulin † (10 de junio de 1439-15 de septiembre de 1447 falleció)
- Guillaume Chartier † (27 de octubre de 1447-1 de mayo de 1472 falleció)
- Louis de Beaumont de la Forêt † (1 de junio de 1472-5 de julio de 1492 falleció)
- Jean-Simon de Champigny † (29 de octubre de 1492-23 de diciembre de 1502 falleció)
- Étienne Poncher † (15 de febrero de 1503-14 de marzo de 1519 nombrado arzobispo de Sens)
- François Poncher † (14 de marzo de 1519-1 de septiembre de 1532 falleció)
- Jean du Bellay † (16 de septiembre de 1532-16 de marzo de 1551 renunció)
- Eustache du Bellay † (16 de marzo de 1551-1563 renunció)
- Guillaume Viole † (21 de junio de 1564-4 de mayo de 1568 renunció)
- Pietro di Gondi † (14 de diciembre de 1569-16 de junio de 1597 renunció)
- Enrico di Gondi † (16 de junio de 1597 por sucesión-14 de agosto de 1622 falleció)
- Giovanni Francesco di Gondi † (14 de noviembre de 1622-21 de marzo de 1654 falleció)
- Giovan Francesco Paolo di Gondi † (21 de marzo de 1654 por sucesión-15 de febrero de 1662 renunció)
- Pierre de Marca † (5 de junio de 1662-29 de junio de 1662 falleció)
- Hardouin de Péréfixe de Beaumont † (24 de marzo de 1664-1 de enero de 1671 falleció)
- François de Harlay de Champvallon † (23 de febrero de 1671-6 de agosto de 1695 falleció)
- Louis-Antoine de Noailles † (19 de septiembre de 1695-4 de mayo de 1729 falleció)
- Charles-Gaspard-Guillaume de Vintimille du Luc † (17 de agosto de 1729-13 de marzo de 1746 falleció)
- Jacques-Bonne Gigault de Bellefonds † (2 de mayo de 1746-20 de julio de 1746 falleció)
- Christophe de Beaumont du Repaire † (19 de septiembre de 1746-12 de diciembre de 1781 falleció)
- Antoine-Eléonore-Léon Le Clerc de Juigné † (25 de febrero de 1782-antes del 29 de noviembre de 1801 renunció)
- Jean-Baptiste de Belloy-Morangle † (10 de abril de 1802-10 de junio de 1808 falleció)
  - Sede vacante (1808-1817)
  - Jean-Siffrein Maury † (10 de octubre de 1810-13 de mayo de 1814 renunció) (ilegítimo)
- Alexandre-Angélique de Talleyrand-Périgord † (1 de octubre de 1817-20 de octubre de 1821 falleció)
- Hyacinthe-Louis de Quélen † (20 de octubre de 1821 por sucesión-31 de diciembre de 1839 falleció)
- Denis-Auguste Affre † (13 de julio de 1840-27 de junio de 1848 falleció)
- Marie-Dominique-Auguste Sibour † (11 de septiembre de 1848-3 de enero de 1857 falleció)
- François-Nicholas-Madeleine Morlot † (19 de marzo de 1857-29 de diciembre de 1862 falleció)
- Georges Darboy † (16 de marzo de 1863-24 de mayo de 1871 falleció)
- Joseph Hippolyte Guibert, O.M.I. † (27 de octubre de 1871-8 de julio de 1886 falleció)
- François-Marie-Benjamin Richard de la Vergne † (8 de julio de 1886 por sucesión-28 de enero de 1908 falleció)
- Léon-Adolphe Amette † (28 de enero de 1908 por sucesión-29 de agosto de 1920 falleció)
- Louis-Ernest Dubois † (13 de septiembre de 1920-23 de septiembre de 1929 falleció)
- Jean Verdier, P.S.S. † (18 de noviembre de 1929-9 de abril de 1940 falleció)
- Emmanuel Célestin Suhard † (11 de mayo de 1940-30 de mayo de 1949 falleció)
- Maurice Feltin † (15 de agosto de 1949-1 de diciembre de 1966 retirado)
- Pierre Marie Joseph Veuillot † (1 de diciembre de 1966 por sucesión-14 de febrero de 1968 falleció)
- Gabriel Auguste François Marty † (26 de marzo de 1968-31 de enero de 1981 retirado)
- Jean-Marie Lustiger † (31 de enero de 1981-11 de febrero de 2005 retirado)
- André Armand Vingt-Trois (11 de febrero de 2005-7 de diciembre de 2017 retirado)
- Michel Aupetit (7 de diciembre de 2017-2 de diciembre de 2021 renunció)[nota 6]
- Laurent Ulrich, desde el 26 de abril de 2022